# Edda Művek 1.
Az Edda Művek 1. az azonos nevű együttes debütáló nagylemeze, mely 1980-ban jelent meg. Hatalmas sikert aratott, csaknem az összes szám sláger lett. 2018-ig több mint negyedmillió példányban kelt el, amivel gyémántlemez státuszt ért el (megjelenésekor platinalemez lett). 1995-ben kiadták CD-n, illetve digitális letöltésként is elérhető a főbb online áruházakban.

## Története
Az Edda Művek, mint Miskolcról származó együttes, már számos akadályt leküzdött, és kislemezük is megjelenhetett. Azonban 1980-ban nagyon nehéz volt nagylemezfelvételre szerződést szerezni. Márpedig azok az együttesek, amelyeknek nem jelent meg lemezük, gyorsan eltűntek a süllyesztőben. Pataky Attila emberfeletti szervezőkészségének és elszántságának, valamint a korábban próbaképpen kiadott "Minden sarkon álltam már / Álom" kislemez sikerének köszönhetően azonban Erdős Péter, az MHV vezetője szerződést ajánlott nekik. A lelkesedés akkora volt a csapatban, és annyira begyakorolták a számokat, hogy alig két hét alatt elkészültek a felvétellel. Az ezután megjelent album óriási siker lett: az üzletekből pillanatok alatt elfogyott, így rendszeresen pótolni kellett új szállítmánnyal, amire akkoriban nemigen volt példa. Borítóját Hegedűs György és Páldi György tervezték, az Edda-feliratot valódi vaslemezbe vágták bele lángvágóval, és az arról készült fénykép lett az alapja. A kor szokásainak megfelelően a dalok címeit angolul és oroszul is szerepeltették a borítón.
A megjelenés 1980. április 29-ei dátumát az Edda Művek hivatalos születésnapjaként tartják nyilván, habár az ős-Edda 1974-ben alakult, az albumot készítő felállás pedig 1978-tól együtt játszott, a dalok nagy része az 1970-es évek végi koncerteken már hallható volt.
A dalok túlnyomó többsége a nyolcvanas évek fiatalságának lelkivilágával, élethelyzetével foglalkozik, az "Elhagyom a várost" (másik közkeletű nevén "Edda Blues") pedig kifejezetten Miskolcról szól. Az egyes dalokkal kapcsolatosan Bálint Csaba "Zsöci" című könyvében beszélt Zselencz László. Itt elmondta, hogy a "Minden sarkon álltam már" elejét Nyíregyházán találták ki, a gitárszólós rész végén, amikor Slamovits István és Barta Alfonz unisonóban játszanak, egy ütem erejéig kimaradt a gitár, ami véletlen volt, de jól szólt, ezért benne hagyták.
Érdekesség, hogy a "Fémszívű fiú" cím nyomdai elírás következménye, a szám valódi címe: "A fémszívű". A dal egy lányról szól (Veres Anna, becenevén Kukorica), akiről az első Edda-könyvben is olvasni lehetett, aki sokáig szinte napi rendszerességgel látogatta az együttest a próbáikon, majd egy nap többé nem jelentkezett – öngyilkos lett. Maga a zene már megvolt, a szöveg később, ennek apropóján készült el. Ebben a dalban Slamovits István egy akusztikus gitárt is használ. Az "Álom" alatt nem igazi csembalót használt Barta Alfonz, hanem szintetizátort. Ennek a szerzői közt szerepel S. Nagy István, aki azonban csak a nevét adta hozzá, hogy az akkori politikai körülmények között megjelenhessen a dal, valójában ez egy Slamovits-szerzemény. Az "Elhagyom a várost" zeneileg sem egy hagyományos blues, hangneme is nehezen meghatározható, a kíséretben pedig a stílus jellegzetességével szemben a következő akkordig lefelé mennek a hangok ívei. Ezt a dalt is Nyíregyházán kezdték el kidolgozni. A "Semmim nincs" bevezető részére nagy hatást gyakorolt a Led Zeppelin "Heartbreaker" című száma, amivel akkoriban a koncerteken felvezették a dalt. A szólamot Barta Alfonz írta, amit Slamovits lekövetett a gitáron, de ez így elég nehezen eljátszható. AZ "Álmodtam egy világot" egy duett, egy-egy versszakot Pataky és Slamovits külön-külön énekel el, majd a végén ketten együtt, a második részben szólamot cserélve. Ebben a dalban nincs basszusgitár.
Két dalt nem engedélyeztek feltenni a lemezre, mindkettőt rendszerellenesnek titulált szövege miatt: ezek voltak az "Engedjetek saját utamon" és a "Vörös tigris".

## Számok listája
| # | LP # | Cím                       | Szerző                                           | Hossz |
| - | ---- | ------------------------- | ------------------------------------------------ | ----- |
| 1 | A1   | Minden sarkon álltam már  | Slamovits István, Pataky Attila                  | 5:06  |
| 2 | A2   | Egek felé kiáltottam      | Slamovits István, Zselencz László, Pataky Attila | 4:22  |
| 3 | A3   | Ahová eljutok             | Slamovits István, Barta Alfonz, Csapó György     | 4:26  |
| 4 | A4   | A fémszívű fiú (Fémszívű) | Slamovits istván, Barta Alfonz, Zselencz László  | 4:45  |
| 5 | B1   | Álom                      | Slamovits István, (S. Nagy István)               | 3:01  |
| 6 | B2   | Ahogy élsz                | Slamovits istván, Barta Alfonz, Zselencz László  | 3:50  |
| 7 | B3   | Elhagyom a várost         | Slamovits István, Pataky Attila                  | 4:43  |
| 8 | B4   | Semmim nincs              | Slamovits István, Barta Alfonz                   | 2:37  |
| 9 | B5   | Álmodtam egy világot      | Slamovits istván, Barta Alfonz, Pataky Attila    | 3:56  |

## Közreműködtek
- Barta Alfonz – billentyűs hangszerek
- Csapó György – dob, ütőhangszerek
- Pataky Attila – ének
- Slamovits István – gitár, akusztikus gitár, ének
- Zselencz László – basszusgitár
- Dobó Ferenc – hangmérnök
- Hegedűs György, Pálfi György – borítóterv

## Kapcsolódó kislemez
1979-ben cím nélkül jelent meg egy kislemez, mely utóbb a "Minden sarkon álltam már / Álom" címet kapta. A két dal élő változatban, a Budai Ifjúsági Parkban felvett élő verzióban hallható.